# Pari à cote fixe
 (décembre 2014).
Si vous disposez d'ouvrages ou d'articles de référence ou si vous connaissez des sites web de qualité traitant du thème abordé ici, merci de compléter l'article en donnant les références utiles à sa vérifiabilité et en les liant à la section « Notes et références ».
Le pari à cote fixe (plus  simplement "pari à cote", par opposition à "pari mutuel") est une forme de pari sportif proposé par des bookmakers,, des individus ou sur une bourse de paris (modalité interdite en France).
Le pari à cote est un contrat dont le principe est : 1. le bookmaker fixe une cote. 2. la cote à laquelle le parieur valide son pari est définitive. 3. en cas de succès, le gain est égal à la mise multipliée par la cote. Ce système présente l’avantage pour le parieur de savoir à l’avance la somme qu’il touchera en cas de succès.
Dans la notation européenne des paris, une cote fixe est toujours supérieure à 1 (1 correspondant au remboursement de la mise initiale).

## Variabilité des cotes des paris à cote fixe
Pour un même pari proposé pour une même rencontre, la cote du pari à cote fixe peut varier chez un même bookmaker en fonction de la variation des éléments qu'il prend en compte pour établir sa proposition. Cette évolution dans le temps de la cote proposée n'influe pas sur le contrat passé entre le parieur et le bookmaker, qui ne connaît que la cote proposée au moment de la validation de son pari par le parieur.
Exemple : Avant un match de tennis, un parieur mise sur la victoire du joueur X avec une cote à 2. Pendant la rencontre, le joueur Y prend l'avantage. En toute logique, la cotation du pari pour la victoire de X augmente car le risque à prendre a augmenté. Cependant le pari signé précédemment reste coté à 2 quelle que soit l'évolution et l'issue du match entre X et Y. Si l'événement prévu se réalise (le joueur X gagne), le gain pour le pari signé avec une cote à 2 sera de 2 fois la mise. Dans le cas contraire, le parieur perd la totalité de sa mise.

## Différence entre pari à cote fixe et pari mutuel
Dans le pari mutuel, le bookmaker collecte les mises des parieurs. L’État et le bookmaker prélèvent chacun ses pourcentages sur les sommes engagées. Le solde est réparti entre les différents gagnants. Le gain n'est donc pas fixé d'avance.
Dans le pari mutuel, les parieurs jouent donc les uns contre les autres, alors que dans le pari à cote, le parieur joue contre le bookmaker et ses prévisions. 